# Spinnin' Records
Spinnin' Records là một hãng thu âm Hà Lan được thành lập vào năm 1999, bởi Eelko van Kooten và Roger de Graaf.
Tháng 9 năm 2017, Warner Music Group mua lại Spinnin' với giá hơn $100 triệu.

## Thành lập
Van Kooten cùng với Roger de Graaf thành lập hãng thu âm Spinnin' Records vào năm 1999.
Bên cạnh nhãn chính, Spinnin' Records sở hữu xấp xỉ 40 nhãn con, đa số được vận hành bởi các nghệ sĩ riêng.

## Hãng thu âm con
Nhãn con bao gồm Spinnin' Deep, Spinnin' Remixes, Spinnin' Records Talent Pool, Spinnin' Premium, Spinnin' Next, Spinnin' Records Asia, SOURCE (LVNDSCAPE), Doorn Records (Sander van Doorn), Smash The House (Nay thuộc Armada Music (Dimitri Vegas & Like Mike), Wall Recordings (Afrojack), Rock The Houze (Sidney Samson), Hysteria (Bingo Players), Bald & Hairy Cutz (Sunnery James & Ryan Marciano), Streamlined (Leon Bolier), Night Vision (Simon Patterson), Maxximize Records (Blasterjaxx), Supersoniq (Quintino), With Love Music (Abel Ramos), Fly Eye Records (Calvin Harris), Reset Record, 2Play Recordings, Couture (Claudia Cazacu), Liquid Records, Oxygen Recordings, OZ Records (Ummet Ozcan), Abzolut (Koen Groeneveld), Tone Diary (Marcus Schossow), Work, Rootz (Olav Basoski), Confidende, RR Recordings, Made In NL, Heldeep Records (Oliver Heldens), Hexagon (Don Diablo), tất cả tập trung vào các thể loại của nhạc nhảy và âm nhạc điện tử.

## Nghệ sĩ

### Hiện tại
- A-Trak
- Alok
- Alvaro
- Armand van Helden
- Audio Bullys
- Bassjackers
- Blasterjaxx
- Bob Sinclar
- Burak Yeter
- Bolier
- Breathe Carolina
- BURNS
- Calvin Harris
- CamelPhat
- Carnage
- Cheat Codes
- Chocolate Puma
- Chuckie
- D.O.D
- Daddy's Groove
- DallasK
- Dannic
- Danny Howard
- DBSTF
- Deniz Koyu
- Don Diablo
- Dropgun
- DubVision
- DVBBS
- Dzeko & Torres
- EDX
- Eelke Kleijn
- Ephwurd
- Far East Movement
- Firebeatz
- Florian Picasso
- Fox Stevenson
- FTampa
- Gregor Salto
- Headhunterz
- Hoaprox
- Jauz
- Jay Hardway
- Jewelz & Sparks
- Joe Stone
- Joey Dale
- Kenneth G
- Kris Kross Amsterdam
- Kryder
- KSHMR
- KURA
- Lucas & Steve
- MAKJ
- Martin Solveig
- Matisse & Sadko
- Merk & Kremont
- Mesto
- Michael Calfan
- Mightyfools
- Mike Mago
- Moguai
- MOTi
- Mike Williams
- NERVO
- NEW_ID
- Norman Doray
- Oliver Heldens
- Pep & Rash
- Promise Land
- Quintino
- R3hab
- Ralvero
- Raven & Kreyn
- Sam Feldt
- Sander van Doorn
- Shaun Frank
- Shermanology
- Sunnery James & Ryan Marciano
- Swanky Tunes
- The Magician
- The Partysquad
- Tiësto
- Timmy Trumpet
- TJR
- Tom Staar
- Tom Swoon
- Tony Junior
- Tujamo
- TWOLOUD
- Ummet Ozcan
- Univz
- Vassy
- Vato Gonzalez
- Vintage Culture
- Vicetone
- VINAI
- Watermät
- We Are Loud
- Will Sparks
- Wiwek
- Yves V
- Zaeden

### Trong quá khứ
- 4 Strings
- Adventure Club
- Afrojack
- Alesso
- Amba Shepherd
- Angger Dimas
- Arno Cost
- Arty
- Audien
- Avicii
- Axwell
- Basto
- Bingo Players
- Borgeous
- Borgore
- Candyland
- Cash Cash
- Cédric Gervais
- Christian Rich
- Claudia Cazacu
- Coone
- D-Wayne
- Dada Life
- Danny Ávila
- Darude
- DCUP
- Deorro
- Digitalism
- Dimitri Vegas & Like Mike
- Dirty South
- DJ Snake
- Dr. Kucho!
- Duke Dumont
- Dyro
- Edward Maya
- Eric Prydz
- Eva Simons
- Fatboy Slim
- Fedde le Grand
- Felguk
- Felix Jaehn
- Ferry Corsten
- Futuristic Polar Bears
- GLOWINTHEDARK
- GTA
- Hard Rock Sofa
- Hardwell
- Hook N Sling
- Ian Carey
- INNA
- Inpetto
- Ivan Gough
- Joe Ghost
- John Christian
- John Dahlbäck
- Judge Jules
- Julian Jordan
- Justin Prime
- Kaskade
- Klingande
- Kurd Maverick
- Laidback Luke
- Lazy Rich
- Lost Frequencies
- Mako
- Marc Benjamin
- Marco V
- Marcus Schössow
- Mark Sixma
- MaRLo
- Martin Garrix
- Mat Zo
- Max Vangeli
- Michael Brun
- Michael Woods
- Mike Hawkins
- Mitchell Niemeyer
- Moby
- Nadia Ali
- New World Sound
- Nicky Romero
- Noisecontrollers
- Odesza
- Olav Basoski
- Ookay
- Para One
- Paris & Simo
- Parra for Cuva
- Peter Gelderblom
- Phil Speiser
- Porter Robinson
- Project 46
- Ray & Anita
- Richard Beynon
- Ron Carroll
- Ron van den Beuken
- Rune RK
- San Holo
- Sander Kleinenberg
- Sandro Silva
- Sean Tyas
- Showtek
- Sick Individuals
- Sied van Riel
- Sidney Samson
- Sigma
- Simon Patterson
- Stadiumx
- Starkillers
- Stefano Noferini
- Steve Angello
- Steve Aoki
- Sultan + Shepard
- Tara McDonald
- Tchami
- Thomas Gold
- Thomas Newson
- Tommy Trash
- Tritonal
- UMEK
- W&W
- Wolfpack
- Yellow Claw
- Yolanda Be Cool
- Yves Larock
- Zak Waters
- Zedd
- Zeds Dead